# Pasta alle arselle
La pasta alle arselle, o pasta co' nicchi in dialetto viareggino, è un piatto di mare diffuso lungo la costa toscana, in particolar modo a Viareggio,Forte dei Marmi e Pisa. 
Tipicamente per questa ricetta si usano gli spaghetti.

## Preparazione
Caratteristica è la tradizionale pesca a setaccio dell'arsella, che viene effettuata nelle prime ore del mattino, con il pescatore che, utilizzando il tipico retino immerso almeno fino alla vita, procaccia le conchiglie nascoste nella sabbia. 
Il setaccio nella zona di Pisa e Livorno viene detto "arsellaio".
In cucina è importantissimo fare spurgare perfettamente il mollusco per evitare la presenza di granelli di sabbia nel piatto. Questa operazione richiede diversi passaggi di cambio dell'acqua.
Fare un soffritto di aglio, aggiungere le arselle (tradizionalmente si mettevano vive, dopo averle spurgate) e il vino bianco. Coprire la padella e alzare la fiamma. Dopo 5 minuti le arselle dovrebbero essere tutte aperte, rimuovere quelle eventualmente chiuse. Saltare la pasta (cotta a parte) nel sugo, aggiungendo olio, prezzemolo e peperoncino.